# 大井信為
大井 信為（おおい のぶため）は、戦国時代の武将・歌人。甲斐武田氏の家臣。正室は武田信虎と信虎側室・楠浦氏との娘である亀御料人。信為は武田信玄の義兄弟かつ従弟にあたる。

## 生涯
永正17年（1520年）、西郡国衆である大井信業の長男として生まれる。幼名は次郎。大井氏は信為の祖父にあたる信達期に駿河今川氏と結び守護武田氏と抗争していたが、信達は武田信虎と和睦して武田家臣団に加わっていた。父の信業は享禄4年（1531年）に甲斐国衆今井氏らと信虎に反旗して戦死したが（「一蓮寺過去帳」）、信為が幼少であったことから家督は一時的に信業の弟・大井信常が代行した。天文7年（1538年）に信常が死去したため（信常の没年には異説がある）、家督を継いで当主となる。
父の信業は信虎の正室・大井の方の実兄であり、その縁から信為にも信虎の娘が正室として迎えられるなどしたが、天文18年（1549年）7月25日に死去した。享年20。「武田御位牌帳」によれば、法名は天叟道清大禅定門。なお、室の亀御料人も天文21年（1552年）5月26日に死去している。